# کازابازوا، کبک
کازابازوا (به فرانسوی: Kazabazua) شهری در منطقه شهری لا وله-دو-لا-گاتینو ناحیه اوتاوه در استان کبک کانادا است. در سرشماری سال ۲۰۱۱ این شهر ۷۴۴ نفر جمعیت داشته‌است و مساحت آن ۱۷۵٫۴۹ کیلومتر مربع است.